# 博胡斯拉夫·馬爾蒂努
博胡斯拉夫·馬爾蒂努（捷克語：Bohuslav Martinů，捷克語：[ˈboɦuslaf ˈmarcɪnuː] ⓘ；1890年12月8日—1959年8月28日），捷克作曲家，常被視為雅纳切克的後繼人。7歲開始學小提琴，1906年進入布拉格音樂院，後又轉入管風琴學校，後被退學，第一次世界大戰期間他避居鄉下，開始作曲，1923年至法國向作曲家阿尔伯特·鲁塞尔學習作曲，1940年離開法國，1941年到美國紐約，在美國期間寫下六首交響曲及其他許多樂曲。